# Thuróczy Richard
Thuróczy Richard (teljes neve: Alsóköröskényi-Thuróczy Richard; Pásztó, 1986. december 23. –) nemesi magyar és orosz-szlovák-horvát származású műsorvezető, zenei producer, humorista.

### Származás
Az Alsóköröskényi-Thuróczy család az 1200-as évekig tudja visszavezetni a családfáját, a nemesi címet IV. Béla magyar királytól kapták. Dédnagyapja Alsóköröskényi Thuróczy Vilmos császári és királyi kamarás, nyitra vármegyei főispán volt. Nagyapja még 19. század végén született és 1956-ban halt meg, édesapja a Második világháború idején született, Csehszlovákiában. A Beneš-dekrétumok eredményeképp a család döntés elé kényszerült: vagy asszimilálódnak és elveszítik szinte minden vagyonukat, vagy Magyarországra költöznek és bíznak abban a hivatalos ígéretben, hogy mindenüket visszakapják – immár Magyarországon. Sem a csehszlovák sem a magyar állam nem kárpótolta sem őket, sem azon több ezer családot, akiket érintettek a kitelepítések.
Richardot magyar identitásúnak nevelték, de rádiós beszélgetéseiből és a Cink hírblognak írt cikkéből kiderül, hogy 14 éves korában tudomást szerzett arról, hogy nem csak magyar származású. Orosz és felvidéki felmenői után kutatott, ismerősöket szerzett és beleásta magát a szláv kultúrába. Anyanyelvi szinten beszél oroszul, jól beszél szlovákul és angolul, ezek mellett a rádióműsoraiban és a YouTube-sorozatában többször is utalt rá, hogy tanult spanyolul, törökül és koreaiul.

### Rádió
14 évesen kezdett rádiózni, ehhez a kezdeti segítséget Jáksó Lászlótól kapta.
16 évesen a budapesti Radio DEEJAY-ben Sebestyén Balázs és Vadon János műsorában saját rovatot vezetett „Keleti Blokk” néven, amelyben a posztszovjet térség popdalait mutatta be. 17 évesen a Kék Duna Rádióhoz került, főállású műsorvezetőként. 19 évesen a jászberényi Trió rádióban műsorvezetőként és produkciósként dolgozott, innen került 21 évesen Magyarország akkoriban leghallgatottabb rádiójába, a Sláger Rádióba, ahol annak 2009. november 18-ai megszűnéséig dolgozott. A következő évben, Oroszországban és Ukrajnában vett részt rádiók munkájában, valamint könnyűzenei projektekben. 2011. márciusában az akkor induló Radio Face műsorvezetője lett, a rádió indulásától kezdve segítette tapasztalatával a stábot. Júniusban az országos Neo FM műsorvezetője lett. Előbb a hétvégék délutánjainak, később a délelőtti Hétvégi Kívánságműsor műsorvezetőjévé vált. A Neo FM-nél valamennyi kollégájával együtt mondott fel 2012. augusztus 6-án, amikor a rádió új tulajdonosa, Medveczky Mihály már több hónapos fizetéssel volt adós a Neo FM dolgozói felé. A HVG, az Origo, az Index, a TV2, az RTL Klub anyagaiban is látható a sajtótájékoztatón, a részt vevő kollégái között. Ezt követően előbb visszatért Moszkvába, majd a Radio Face-en futó Face Night Show műsorvezetője lett. 2013. februárjában a Lounge Radio-ban A Jó, a Rossz és a Csúf c. reggeli műsor műsorvezetője lett, Dukai Gergővel és Hájas Barnabással. Egy hónap múlva, 2013. márciusában már a Juventus Rádiónál dolgozott, ahol elindította a Juventus Lights c. beszélgetős műsorát, majd 2013. júniusától a Kívánságműsort is ő vezette.
2014 elején az Index címlapján szerepelt azzal, hogy egyetlen magyar sajtósként a Majdanon történt események kapcsán Kijevbe utazott, ahol rádiósműsort készített az ott élő magyarokkal, úgy kárpátaljaiakkal, mint kijeviekkel. Vendége volt az akkori ukrajnai magyar nagykövet, Bayer Mihály is. Az Index médiával foglalkozó Comment:com-jában megjelent egy videó, amelyben a kiégett Majdan téren sétál körbe, felhívva a figyelmet a műsorára.
2015 végén a Juventus Rádió megszűnésekor távozott a rádiótól, amelynek helyén induló új rádió azután a korábbi munkahelyére utaló Sláger FM nevet vette fel.
2016. februártól a Lánchíd Rádió szerkesztő-műsorvezetője volt, ahol az alábbi zenei és szórakoztató műsorokat készítette:
Szintén Zenész címmel a zeneipart vállalkozásként, üzletként megközelítő műsor futott. Ebben magyar és külföldi vendégekkel hétről-hétre foglalkozott a magyarországi és nemzetközi zeneipar hátterével. A műsorban vendég volt mások mellett Závodi Gábor, Jankai Béla, Karányi Dániel, Kémeri Péter, Takács "Jappán" Zoltán, Deseő Balázs, Szepesi Zsolt, Rácz Gergő és a Dalban bemutatkozó magyar származású svéd lány, JONI, aki Londonban a legnagyobb svéd dalszerzők, például Max Martin jogdíjait kezeli. Etalon címmel olyan fiatalokkal beszélgetett, akik már aktívan alakítják Magyarországot a saját területükön, sokuk pedig nemzetközi elismeréssel is bír. A sorozatban szerepelt többek között Puskás Peti, Vass Dóra, 38-szoros felnőtt egyéni magyar bajnok ritmikus sportgimnasztikázó, Felméri Péter, Vermes Orsi, valamint a Bud Spencerről és Palvin Barbaráról készült graffitikkel világhírűvé vált TakerOne. A Határtalan olyan műsor volt, amely szlogenje szerint "valóban a világ legnagyobb slágereit" játszotta. Az éppen legnépszerűbb dalok szóltak olyan országokból, ahonnan ritkán kerülnek be dalok a magyar médiumokba a magyarországi média- és kiadói piac sajátosságai miatt. Különösen sok dal volt hallható Franciaországból, Oroszországból, Brazíliából, Dél-Koreából, Törökországból, Görögországból, az egykori Jugoszlávia utódállamaiból, Romániából, Ukrajnából, Indonéziából, Argentínából, Mexikóból, Finnországból, Portugáliából, Olaszországból, Japánból és Indiából is.
A műsoraihoz a szignálokat és egyéb hangzókat saját maga készíti.
2018-ban boszniai, romániai és oroszországi rádióknál dolgozott. Azon a nyáron járt a de jure nem, de facto létező Donyecki Népköztársaságban, ahol a háborús állapotokról videóanyagot készített a Facebook-oldalára. A videót néhány héten belül több mint 60 ezren nézték meg. A decemberi tüntetések idején kiállt a békés párbeszéd mellett és az agresszió ellen, féltve a magyar társadalmat az Ukrajnában általa látottaktól. A posztja a témában az egyik legtöbb megosztást érte el.
2018 decembere óta a Rock FM szerkesztő-műsorvezetője. A Facebookon közzétett videójában elmondta, hogy az ott dolgozó, korábbról már ismert kollégái arra kérték, egykori munkatársuk halála után segítse a munkájukat. A Rock FM megszűnése után a hasonló profilú Rocker Rádió egyik arca lett.

### Könnyűzene
16 évesen első kereseteinek egyikéből kezdte építgetni stúdióját, majd Londonba utazott, ahol egy barátja segítségével megtanulhatta a nyugati-típusú zenei producerkedés alapjait. 21 éves korában lemezszerződést kínáltak neki Oroszországban, ezzel párhuzamosan pedig állásajánlatot kapott a Sláger Rádiótól. Mivel édesapjának megfogadta, hogy egyszer ennél a rádiónál fog dolgozni, azt választotta. Huszonéves korára több posztszovjet-térségbeli előadó dalainak készítésében vett részt, kevert, maszterelt és szerzett zenét. A Tilos Rádió Vostock c. műsorában erről úgy nyilatkozott, hogy orosz popzenei ügynökségeknek adja el a dalait. A Lánchíd Rádióban futó zeneiparról szóló műsora ezért kapta a Szintén Zenész nevet.

### Humor
Iskolás korában is írt humoros jeleneteket, majd a rádiózással párhuzamosan rendszeresen vezetett műsort számos rendezvényen, melyeken a két fellépő közötti űrt ki kellett töltenie – mesélte a Tilos Rádiónak adott interjújában. Ugyanitt elmondta, hogy több vidéki rendezvényen és klubban stand upolt már Magyarországon, de Oroszországban is fellép. 2015-ben lépett fel először a Dumaszínházban, a Duma Aktuál c. előadásában, Litkai Gergellyel, Kovács András Péterrel, Wahorn Andrással és Lovász Lászlóval együtt. Hivatalos Facebook-oldalán sajátos stílusában rendszeresen reflektál a világ eseményeire, melyek gyakorta terjednek el az internetezők körében. A legnépszerűbb vizuális poénjai esetenként több tízezer emberhez jutottak el. A Szeretlek Magyarország portálon megjelent írásában leírja, miért imádja Magyarországot és tudatosan olyan dolgokat emel ki, amelyeket szerinte a magyarok jelenleg inkább szégyellni szoktak, pedig büszkének kellene lenniük rá. A cikk több ezer megosztással járta körbe a Facebook magyar részét. Jelent már meg írása a Cink.hu-n és az Index blogjaiban is. Egy 2018 decemberében készült videóban egy követőjének kérdésére azt mondta, hogy Magyarországon a szórakoztatóipar, beleértve a humort is, nem polgári és vállalkozói tevékenység, hanem általában egy megélhetési kényszer annak, aki ebbe belekerül. Ez pedig káros hatással van a minőségre.

### YouTube
2015 őszén indította el saját YouTube-csatornáját, ezeken a vlogok mellett saját készítésű sorozatok tűntek fel. A vlogokat és a sorozatokat 2018-ban a csatornájáról eltávolította.
2016. januárjában elindította, a legnézettebb magyar YouTube-műsorkészítők közül való Szalay Istivel és Unfielddal közösen a FENT c. beszélgetős műsorát, amelyben olyan sikeres emberekkel beszélgettek, akik lentről kerültek fel a magyar társadalom tetejére. A műsor vendégei dr. Zacher Gábor, Kautzky Armand, Mr. Bust, a BSW és Varga "Sixx" Attila voltak.

### Magánélet
Rengeteg időt töltött a volt Szovjetunió területén, számos különleges helyen megfordult, így: Csernobilban, Donyeckben, a Dnyeszter Menti Köztársaságban, Szuzdalban, Szibéria különböző pontjain, Kazányban, Tulában, Mityiscsiben és Novoszibirszkben. De rajong Dél-Koreáért és Latin-Amerikáért is. Élményeiről mind stand upjain, mind a rádióban rendszeresen mesél. A Lánchíd Rádió Útitárs c. műsorában adott interjújában úgy nyilatkozott, hogy kifejezetten nem szereti a félrebeszélést, a magyarázkodást, a körülményeskedést és a jogok hangoztatását a munkájában sem. A fiatalon elért szakmai sikereit annak köszönheti, hogy a vele dolgozók mindig tudják, mire számíthatnak tőle.